# Dlouhý pochod 1D
Dlouhý pochod 1D je vylepšená verze rakety DP - 1.
- nové motory prvního stupně YF-2B (dva paralelní YF-1B)
- nové motory druhého stupně dva YF-40
- nový motor třetího stupně FG-36
- mezistupeň má nyní tvar válce protože třetí stupeň má nyní 2,05 m místo 1,5 m
- lepší řídící počítač